# Takuan Sōhō
Takuan Sōhō (沢庵 宗彭, 24 décembre 1573-27 janvier 1646) est né à Izushi dans la province de Tajima. Fils d'Akiba Tsunanori, il est issu d'une famille de samouraïs du clan Miura mais commence ses études de prêtre dès l'âge de 10 ans en étudiant le bouddhisme Jōdo. Il devient plus tard une figure majeure de l'école Rinzai-shu de bouddhisme zen.

## Biographie
À l'âge de quatorze ans, il entre au temple Sukyô-ji en tant que disciple de Maître Kisen puis Maître Tôho après son décès. À partir de vingt-deux ans, on le voit au temple Daïtoku-ji de Kyoto sous la direction du Maître Shun-Oku-Sôen (1517-1597) et cela pendant sept ans. Plus tard, il s'exerça sous la direction du Maître Ittô-Jôteki au temple Nanshû-ji de la ville de Sakaï. En 1604, il lui succédait dans la Loi, à l'âge de trente-deux ans.
En 1608, il devient le père supérieur du temple Daitoku-ji de Kyoto au Japon. Mais il démissionna trois jours plus tard en laissant ces mots : 
Depuis toujours, j'ai été comme un cours d'eau

Et des nuages flottants.

J'ai vécu à tort dans un temple célèbre.

C'était au printemps, dans les rues violettes.

Je ne veux plus de cela.

Demain matin, je serai au Sud, sur la côte marine. 

La mouette blanche ne vole pas du tout 

En direction des poussières rouges.
En 1629, à la suite de désaccords avec le shogun et le moine Sûden, il fut contraint à quatre années d'exil par le deuxième shogun Tokugawa vers une province éloignée du nord. Amnistié à la mort du shogun en 1632, il reprit pied dans le monde, notamment avec l'intermédiaire de Yagiu Tajimanokami, maître d'armes des shoguns, accédant ainsi au rang de conseiller du troisième shogun Tokugawa Iemitsu.
Il était également en contact avec le général Ishida Mitsunari, le daimyo chrétien Kuroda Nagamasa, Yagyū Munenori, le chef de l'école d'escrime Yagyū Shinkage-ryū et l'empereur Go-Mizunoo. Il porta l'esprit du bouddhisme zen dans de nombreux aspects de la culture japonaise, tels que l'art du combat, la calligraphie et la peinture. Il est l'auteur de six volumes et son influence est toujours présente dans le bouddhisme zen et les arts martiaux.
Selon la légende, il fut le maître du célèbre Miyamoto Musashi mais cela n'est pas historiquement établi. 
Il est l'un des personnages de la série de mangas Vagabond basée sur le livre Musashi de Eiji Yoshikawa.
Il est aussi l'inventeur du radis chinois (daikon) mariné que l'on nomme takuwan.

En novembre 1645, Takuan tombe malade au Tôkaï-ji et mourut le 11 décembre à l'âge de soixante-treize ans.